# Фламандски интерес
Фламандски интерес (на нидерландски: Vlaams Belang, VB) е белгийска крайнодясна партия. Тя се обявява за независимост на Фландрия от Белгия и за строги ограничения върху имиграцията. Лидер на партията е Том Ван Грийкен.

## История
Партията води началото си от крайнодясното крило на Народния съюз, което през 1978 година се отделя от него, заради несъгласието си с федерализацията на Белгия. Образувани са две партии, Фламандска национална партия (Vlaams-Nationale Partij) и Фламандска народна партия (Vlaamse Volkspartij), които участват на изборите през същата година като коалиция, наречена Фламандски блок (Vlaams Blok). Малко по-късно те се обединяват и Фламандски блок става партия.
През 80-те години Фламандският блок има слабо влияние, въпреки че има представители във федералния парламент. Популярността му започва да нараства след 1991 година, когато печели 6,6% от гласовете на федерално ниво. През следващите години партията става една от най-влиятелните във Фландрия, като печели главно гласовете на по-необразованите и бедни групи от избиратели. Въпреки нарастващото влияние на Фламандския блок, останалите партии влизат в неформално споразумение (санитарен кордон) да не допускат партията в управляващи коалиции дори на общинско ниво.
През 2004 година Гентският апелативен съд издава присъда за „многократно подбуждане към дискриминация“ срещу три неправителствени организации, съставляващи ядрото на Фламандския блок. Малко по-късно присъдата е потвърдена от Върховния съд. Тя предизвиква спорове в Белгия, като и някои несвързани пряко с Фламандския блок общественици я разглеждат като неприемлива намеса на съда в политическия живот. Ръководството на партията реагира, като разпуска Фламандския блок и основава на негово място партията Фламандски интерес. Официалните документи на новата партия са изчистени от расистки и други ксенофобски елементи, така че да съответстват на законодателството.

## Изборни резултати
В графите са включени и резултати на Фламандски блок (Vlaams Blok), чиято партия е в основата на Фламандски интерес.

### Камара на представителите
| Година | Гласове | Процент | Места |
| ------ | ------- | ------- | ----- |
| 1981   | 66 422  | 1,1 %   | 1     |
| 1985   | 85 391  | 1,4 %   | 1     |
| 1987   | 116 534 | 1,9 %   | 2     |
| 1991   | 405 247 | 6,6 %   | 12    |
| 1995   | 475 677 | 7,8 %   | 11    |
| 1999   | 613 399 | 9,9 %   | 15    |
| 2003   | 767 605 | 11,6 %  | 18    |
| 2007   | 799 844 | 12,0 %  | 17    |
| 2010   | 506 697 | 7,8 %   | 12    |

### Сенат
| Година | Гласове | Процент | Места |
| ------ | ------- | ------- | ----- |
| 1985   | 90 120  | 1,5 %   | 0     |
| 1987   | 122 953 | 2,0 %   | 1     |
| 1991   | 414 481 | 6,8 %   | 5     |
| 1995   | 463 896 | 7,7 %   | 3     |
| 1999   | 583 208 | 9,4 %   | 4     |
| 2003   | 741 940 | 11,3 %  | 5     |
| 2007   | 787 782 | 11,9 %  | 5     |
| 2010   | 491 519 | 7,6 %   | 3     |

### Фламандски парламент
| Година | Гласове | Процент | Места |
| ------ | ------- | ------- | ----- |
| 1995   | 465 239 | 12,3 %  | 15    |
| 1999   | 603 345 | 15,5 %  | 20    |
| 2004   | 981 587 | 24,2 %  | 32    |
| 2009   | 628 564 | 15,3 %  | 21    |

### Европейски парламент
| Година | Гласове | Процент         | Места |
| ------ | ------- | --------------- | ----- |
| 1984   | 73 174  | 1,3 % (2,1 %)   | 0     |
| 1989   | 241 117 | 4,1 % (6,6 %)   | 1     |
| 1994   | 463 919 | 7,8 % (12,6 %)  | 2     |
| 1999   | 584 392 | 9,4 % (15,1 %)  | 2     |
| 2004   | 930 731 | 14,3 % (23,2 %) | 3     |
| 2009   | 647 170 | 9,9 % (15,9 %)  | 2     |